# نيكيتا كوفاليف
نيكيتا كوفاليف (بالروسية: Ковалёв, Никита Александрович)‏ هو لاعب كرة قدم روسي في مركز الدفاع، ولد في 11 مارس 1996 في روستوف على نهر الدون في روسيا. لعب مع نادي روستوف.

## وصلات خارجية
- نيكيتا كوفاليف على موقع قاعدة بيانات كرة القدم.إي يو (الإنجليزية)
- نيكيتا كوفاليف على موقع Soccerway.com (الإنجليزية)
- نيكيتا كوفاليف على موقع AS.com (الإسبانية)